# Sinezona iota
Sinezona iota es una especie de molusco gasterópodo de la familia Scissurellidae. 

## Distribución geográfica
Se encuentra en Nueva Zelanda